# Briesener Luch
Das Naturschutzgebiet Briesener Luch liegt im Landkreis Dahme-Spreewald in Brandenburg. 
Das Naturschutzgebiet erstreckt sich westlich von Klein Leine (Małe Linje), einem Ortsteil der Gemeinde Märkische Heide, und nordöstlich von Briesensee, einem Ortsteil der Gemeinde Neu Zauche. Am südöstlichen Rand des Gebietes verläuft die Landesstraße L 444 und nördlich die B 87. Südwestlich erstreckt sich der 54 ha große Briesener See.

## Bedeutung
Das rund 46,6 ha große Gebiet mit der Kenn-Nummer 1277 wurde mit Verordnung vom 24. Juni 1992 unter Naturschutz gestellt. 